# Sensée

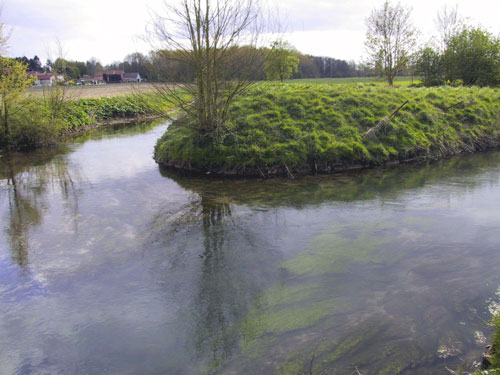
De Sensée

De Sensée is een rivier van het Scheldebekken in Frankrijk. Hij ontspringt ten noorden van Bapaume. Na 40 km in het Noorderdepartement, is de rivier gekanaliseerd en bevaarbaar gemaakt. Van daar af spreekt men van kanaal van de Sensée, dat de stad Douai met de Schelde (linkeroever) verbindt. Het kanaal doorkruist Bouchain en komt één kilometer verder in de linkeroever van de Schelde.
In een document uit de 10e eeuw wordt naar de rivier verwezen als Sensada. De oorsprong van deze naam is onbekend.
- Bibliothèque nationale de France: cb135557389 (data)
- Gemeinsame Normdatei: 4644601-1
- Système universitaire de documentation: 050829718
- Virtual International Authority File: 113145857945123022109